# 褐葉格齒蘚
褐葉格齒蘚（学名：Palisadula chrysophylla）为錦蘚科格齒蘚屬下的一个种。